# Sana Amanat
Sana Amanat est rédactrice de comics et directrice de la branche Content and Character Development (« Développement de contenu et de personnages ») chez Marvel Comics,. Elle est pakistano-américaine et musulmane. Elle a travaillé sur plusieurs comics dont Captain Marvel, Hawkeye, Ultimate Comics: Spider-Man et Miss Marvel. Amanat est notamment connue pour avoir co-créé Kamala Khan / Miss Marvel, la première super-héroïne étatsunienne musulmane à avoir une série solo chez Marvel Comics,.

## Carrière
Amanat a fait des études en sciences politiques au Barnard College de l'Université Columbia, avec l'objectif initial de devenir journaliste. Elle a obtenu son diplôme en 2004. 
Après l'université, Amanat a travaillé dans l'édition de magazines pendant quelques années. Elle a ensuite travaillé pour une société de comics indépendante, Virgin Comics,.
En 2009, Amanat a rejoint Marvel Comics. Selon elle, un cadre de Marvel l'avait approchée pour le poste parce qu'elle était différente de leur employé lambda. Son employeur à Virgin Comics lui aurait dit qu'elle « offrait quelque chose de différent des fanboys habituels qui lisent des comics depuis qu'ils sont enfants. [Elle a] une voix différente, et [ils] ont besoin de [sa] voix pour changer Marvel ».
Amanat dirige le panel annuel Women of Marvel à Comic Con et s'efforce d'apporter de la diversité dans les personnages de Marvel. Depuis 2014, Amanat co-anime également le podcast Women of Marvel ; en 2020, le podcast avait publié plus de 200 épisodes.
Au TEDxTeen de 2014, Amanat a donné une conférence intitulée "Myths, Misfits & Masks" (« Mythes, marginaux et masques ») où elle a parlé de « comment les constructions sociétales et les stéréotypes affectent l'image et l'estime de soi […] et comment la narration des bandes dessinées en particulier aide à gérer les attentes des autres de manière positive ».

### Miss Marvel
En 2014, Amanat co-crée la première série solo de Marvel avec une héroïne musulmane, une nouvelle version du comic Miss Marvel, dont l'héroïne est un nouveau personnage dans l'univers Marvel : Kamala Khan. L'idée est née lors d'une conversation entre Amanat et l'éditeur de Marvel, Stephen Wacker. Amanat a déclaré : « Je lui racontais une anecdote sur mon enfance en tant que musulmane aux États-Unis. Il a trouvé ça hilarant. » Amanat et Wacker ont ensuite parlé du concept à la scénariste G. Willow Wilson, qui les a rejoints dans le projet. Amanat a déclaré que la série était née d'un « désir d'explorer la diaspora musulmane aux États-Unis avec un point de vue authentique ».
Miss Marvel Volume 1: No Normal était le roman graphique le plus vendu en octobre 2014. La série a remporté le prix Hugo de la meilleure histoire graphique en 2015, et le Fauve d'or au Festival international de la bande dessinée d'Angoulême en 2016. Plusieurs volumes de la série ont figuré sur la liste des romans graphiques du New York Times Best Seller : en novembre 2014, le volume 1 (No Normal) était en deuxième place de la liste ; en avril 2015, le volume 2 (Generation Why) était quatrième dès sa sortie ; en juillet 2015, le volume 3 (Crushed) y était en troisième position ; et en juillet 2016, le volume 5 était également troisième sur la liste à sa sortie.
Entre 2014 et août 2018, plus d'un demi-million de comics Miss Marvel ont été vendus, sans compter les ventes numériques,. Les ventes numériques de Miss Marvel sont également lucratives et le comic a été plusieurs fois la série Marvel qui se vendait le plus.

### Directrice deContent and Character Developmentà Marvel Comics
Amanat est directrice du développement du contenu et des personnages chez Marvel Comics depuis février 2015 ,,. Vox l'a appelée la « Shonda Rhimes des comics Marvel » en 2015. Amanat a été co-productrice exécutive du téléfilm d'animation Marvel Rising: Secret Warriors (2018) et des specials ultérieurs de la série Marvel Rising,. Elle a également été co-productrice exécutive de la série documentaire non scénarisée Marvel's Hero Project (2019),. Amanat est également dans l'équipe de production et de scénarisation de la série Miss Marvel (2022), une adaptation télévisée de Disney+ basée sur la série de comics du même nom,. Elle y fait un caméo dans le troisième épisode,.

## Inspiration
Dans son Ted Talk, Amanat a déclaré que « la grande idée derrière Miss Marvel [était] de représenter des minorités, et l'idée derrière était de trouver son "soi" authentique ». Lors de la création du comic, elle s'est inspirée de sa propre expérience en tant qu'enfant d'immigrés pakistanais dans la banlieue du New Jersey dans l'espoir que la prochaine génération ne subirait pas de rejet d'identité comme elle l'a subi, à travers cette super-héroïne à laquelle des enfants comme elle pourraient s'identifier,.